# 加藤隼戦闘隊 (映画)
『加藤隼戦闘隊』（加藤隼戰鬪隊、かとうはやぶさせんとうたい）は、1944年（昭和19年）に公開された東宝製作の映画。山本嘉次郎が監督を務め、陸軍省後援・情報局選定の国民映画として9日に封切り公開され、1944年に最も興行成績を上げた大ヒット作となった。スタンダード、モノクロ。

## 概要

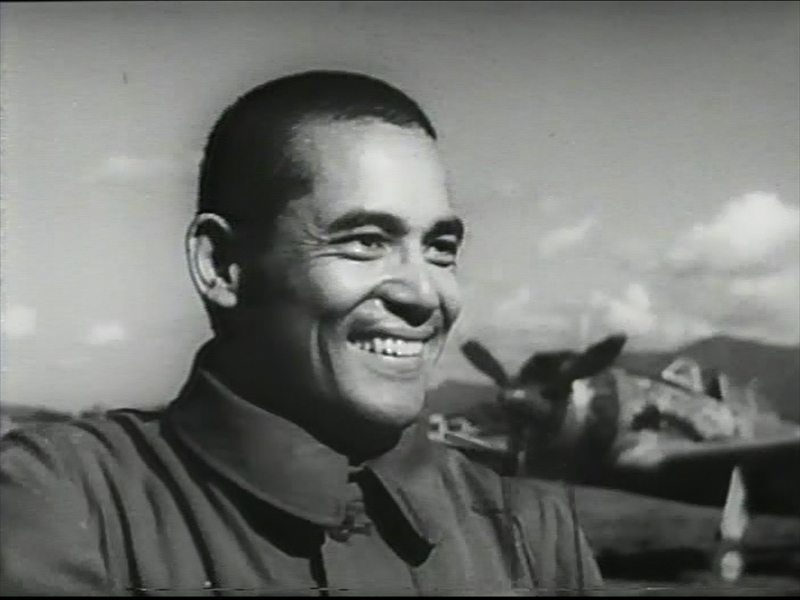
映画『加藤隼戦闘隊』にて藤田進演ずる加藤少将と第64戦隊機を「演じた」一式戦二型（キ43-II）。本作に登場する多数の一式戦は明野陸軍飛行学校の保有機であり、空戦の撮影も主に明野を舞台に行われた。このシーンは、海軍の真珠湾攻撃の成功を聞き、喜んでいる所である

タイトルの通り、大日本帝国陸軍の中佐加藤建夫率いる第64戦隊、通称加藤隼戦闘隊を主軸にしたセミ・ドキュメンタリー映画である。
原作は第64戦隊に所属していた後の「義足のエース」こと檜與平中尉および遠藤健中尉が、中隊長教育を受けるために日本に帰国し明野陸軍飛行学校（現・陸上自衛隊明野駐屯地、陸上自衛隊航空学校）の甲種学生時代、戦隊の緒戦の戦いぶりを著した『加藤隼戦闘部隊』である。原作者の一人の檜は、1943年11月にP-51Aと交戦中に右足を負傷し内地後送となり義足となったが戦列に復帰、本土防空戦にてP-51Dを確実撃墜するなど活躍、大戦を生き延び1991年（平成3年）に71歳で死去した。もう一人の遠藤は著作の上梓前に1943年5月15日に雲南で戦死している。『加藤隼戦闘部隊』は2003年（平成15年）にカゼット出版から復刻発売された (ISBN 4-434-07988-3)。
帝国陸軍の古参の戦闘機乗りとして空に生き、性格は豪放磊落かつ部下思い、また洒落っ気のある名指揮官名パイロットたる加藤の人物像そのものは藤田進が演じている。
戦中の国威掲揚映画という側面はあるものの、『加藤隼戦闘隊』は戦前中の戦争映画・特撮映画、そして往年の名機たちの息吹を感じられる、貴重な戦争映画の白眉のひとつとして記憶されるものとなっている。

## キャスト
※全てノンクレジット。また加藤建夫を除き、原作者（檜→榎・遠藤→進藤）を含むモデルが実在する役名は変名とされている（当時の第64戦隊第3中隊長安間克巳大尉は「安場大尉」、第3飛行集団長菅原道大中将は「菅井集団長」等）
- 加藤建夫 - 藤田進[1]
- 安場大尉（加藤部隊） - 黒川弥太郎[1]
- 榎公平大尉（〃） - 隆野唯勝
- 進藤中尉（〃） - 中村彰[1]
- 奥田中尉（〃） - 河野秋武
- 高田中尉（〃） - 沼崎勲
- 丸江大尉（〃） - 浅田健三
- 新居中尉（〃） - 生方明
- 徳山中尉 - 大河内傳次郎[1][注釈 2]
- 北村部隊長 - 高田稔[1]
- 青砥部隊長 - 志村喬[1]
- 菅井集団長 - 菅井一郎[注釈 3]
- 吉田（落下傘部隊） - 灰田勝彦[1]
- 森田中尉 - 河津清三郎[注釈 4]
- 横尾軍曹（加藤部隊隊員） - 木村功
- 小田曹長 - 松尾文人
- 竹濱中尉 - 崔雲峰
- 奥原中尉 - 伊東健
- 瀬川中尉 - 望月伸光
- 尾崎少尉 - 谷山光
- 山崎曹長（通信） - 草間喜代四
- 大岩上等兵 - 光一
- 片山中尉 - 津田光男
- 大竹中尉 - 佐山亮
- 工藤中尉 - 龍崎一郎
- 中光准尉 - 村田昌彦
- 土田准尉 - 牧修二
- 射水准尉 - 坂内永三郎
- 斎田曹長 - 加藤章
- 高輪軍曹 - 大久保欣四郎
- 伏田伍長 - 野澤裕
- 黒田中尉 - 岬洋二
- 小泉中尉 - 三田國夫
- 初田中尉 - 熊谷二良
- 黒井中尉 - 児玉一郎
- 中屋中尉 - 草間璋夫
- 南井少尉 - 岡龍三
- 篠崎准尉 - 冬木京三
- 奥谷曹長 - 山島秀二
- 三朝曹長 - 弘川洋
- 立見曹長 - 長島武夫
- 伍堂曹長 - 平山均
- 若松曹長 - 花山邦夫
- 黒谷大尉 - 木下陽
- 竹中中尉 - 国創典
- 山本中尉 - 有馬新二
- 国見中尉 - 鉄一郎
- 高木中尉 - 大崎時一郎
- 築地曹長 - 中村幹次郎
- 細谷曹長 - 西条孝
- 安谷曹長 - 水間常雄
- 重爆隊員 - 鈴木左衛門
- 重爆隊員 - 瀬川礼之助
- よしちゃん（給士） - 河野糸子

## スタッフ
- 情報局撰定國民映畫
- 後援：陸軍省
- 製作：東寶株式會社

### スタッフ（ノンクレジット）
- 製作 - 村治夫[1]
- 監督 - 山本嘉次郎[1]
- 脚本 - 山崎謙太、山本嘉次郎[1]
- 撮影 - 三村明[1]
- 音楽 - 鈴木静一[1]
- 録音 - 樋口智久[1]
- 美術 - 松山宗[1]
- 照明 - 西川鶴三[1]
- 特殊技術 - 円谷英二[1]
- 助監督 - 本多猪四郎[4][5]、丸山誠治、古澤憲吾[注釈 5]

## 製作
本作品は陸軍省報道部、陸軍航空本部、各陸軍飛行学校、各基地の全面協力のもとに製作され、映画に登場する軍用機は、この映画のためだけに大半のシーンで実際に一式戦「隼」を始め、九七重爆、九七輸、九七戦といった実機を飛ばし、また敵連合軍機役のF2A、P-40、ハドソンなどは、実際に太平洋戦争で鹵獲された実機が日本軍機と同じく映画のために用意され撮り下ろしされリアリズムに徹している。なお加藤時代の装備機は「隼」一型（キ43-I）であったが、映画では撮影の都合により二型（キ43-II）が主に、また「鍾馗」が敵機役として少数使用され遠景シーンに登場している。映画序盤の僅かなアクロバット飛行シーンのみ同じ東宝映画の『翼の凱歌』（1942年、山本薩夫監督）から流用され、また当時南方戦線で航空部隊の記録映画を撮影していた村田武雄による「隼」部隊の現地映像も数カット提供を受けているが、大半は『加藤隼戦闘隊』のオリジナル映像である。
さらに帝国陸軍は本作品の空中撮影用に偵察機、爆撃機、戦闘機計3機を提供。高度6,000mでの空中戦撮影では、三村明カメラマンが夢中になって撮影機の窓から半身を乗り出してしまい、これを山本監督が必死になって押さえるという一幕もあった。第64戦隊が空中掩護したパレンバン空挺作戦も再現され、陸軍空挺部隊の降下・戦闘の各描写が丹念に当映画のため撮影されている。このパレンバン空挺作戦の撮影には、陸軍の意向で30台の撮影カメラが動員され、カメラマンは画面に映っても支障のないよう挺進兵の降下服姿でこれを行った。カメラ30台を持ちだされた東宝撮影所は、このため一時他の作業がすべて止まってしまったという。
重爆隊によるラングーンのイギリス空軍飛行場と港湾の空爆描写は、円谷英二の特撮にて迫力をもって再現されている。特に、飛行場爆撃の地上シーンでは、リアルな造形の格納庫や地上設備（ミニチュア撮影）が続々と爆撃で粉砕されていくそのすぐ横を避難する英軍将兵の集団を、「移動マスク合成（トラベリングマット合成）」により、極めて完成度の高い合成映像に作り上げられていることから評価も高い。円谷特撮監督ら特撮班は、本作品のためにこの「移動マスク合成」の技法を開発し、日本初となる本格的導入を行った。「爆発する格納庫の手前を逃げる将兵」といった画面は、向山宏合成技師がフィルムを青と赤に染め分け、人物一人一人のマスク（黒く切り抜いた部分）を作りはめ込んだものであるが、当時の資材としては非常に手間のかかるものだった。しかし本作品で東宝特撮班の合成技術は飛躍的に発展することとなった。また、ミニチュアと実機を同一画面に収めることで、実際の距離以上に遠近感を感じさせる手法もとっている。
隼の飛行シーンは、『太平洋の鷲』（1953年）に流用された。
助監督として参加した本多猪四郎は、後に『ゴジラ』など多数の特撮作品で組むことになる円谷と本作品で初めて出会った。本多は、円谷が手掛けた『ハワイ・マレー沖海戦』に感銘を受け特撮に興味を持ったことから、現場では撮影よりも特撮についての質問を円谷にしていたという。本作品について本多は、『ハワイ・マレー沖海戦』ほどの評価は得ていないが、美術や火薬の技術などは向上していると評している。一方で、円谷が撮影ステージの広さや美術の素材、操演の技術などに満足していなかったことも証言している。本多は、前年に出兵していた中国大陸から帰還し、本作品で映画の現場に復帰していたが、本作品完成後再び招集を受け、終戦まで中国で過ごすこととなった。

## 映像ソフト
- VHSはキネマ倶楽部より発売された[9]。品番1513[9]。